# Maat Mons
Maat Mons est un volcan bouclier de Vénus culminant à environ 8 km au-dessus du rayon moyen de la planète, ce qui en fait le plus haut volcan vénusien. Il est situé dans Atla Regio par 0,5° N et 194,6° E, au sud-est de Sapas Mons. L'édifice est nommé d'après Maât, la déesse égyptienne de l'ordre, de la paix, de la vérité et de la justice.

## Géographie
Maat Mons possède une caldeira de 31 × 28 km et comporte cinq autres caldeiras allant jusqu'à dix kilomètres de diamètre. Sur le flanc sud-ouest de la montagne s'étire, sur 40 km, une chaîne de cratères volcaniques de 3 à 5 km de diamètre. Bien que leur mode de formation rappelle celui des fissures volcaniques, la sonde Magellan n'a pas révélé de coulées de lave issues de ces cratères, ce qui laisse penser qu'ils se sont formés par effondrement.
Le volcan pourrait également être à l'origine de la teneur très variable en méthane CH4 et en dioxyde de soufre SO2 dans la moyenne et haute atmosphère de Vénus, mise en évidence par les sondes Pioneer au début des années 1980, par injection de ces gaz au cours d'éruptions pliniennes.

## Histoire
Deux effondrements majeurs se sont apparemment produits sur Maat Mons avant que l'édifice actuel ne se mette en place. Bien que la sonde Magellan ait mis en évidence des coulées de lave relativement récentes près du sommet du volcan et sur sa face nord, ce volcan ne semble pas avoir connu d'activité très récente.